# Konstantin Stoilov
Konstantin Stoilov (en bulgare : Константин Стоилов), né le 23 septembre 1853 à Plovdiv dans le pachalik d'Andrinople (Empire ottoman) et mort le 23 mars 1901 à Sofia (Bulgarie), est un homme politique bulgare. Il occupe le poste de président du Conseil des ministres pendant quelques semaines à l'été 1887, puis de 1894 à 1899.

## Biographie
Stoilov suit des études de droit au Robert College de Constantinople, puis à l'université de Heidelberg. De retour en Bulgarie, il rejoint le Parti conservateur (en) et occupe plusieurs postes ministériels sous le prince Alexandre de Battenberg. Il participe à la guerre serbo-bulgare de 1885-1886. Après l'abdication d'Alexandre en 1886, Stoilov participe aux négociations entourant l'élection de son successeur Ferdinand de Saxe-Cobourg. Il dirige brièvement le pays du 10 juillet au 1er septembre 1887.
Après la démission du président du Conseil des ministres Stefan Stambolov, le Parti populaire (en) de Stoilov sort victorieux des élections anticipées (en), ce qui lui permet de se retrouver à la tête d'un nouveau gouvernement pro-russe. Il reste au pouvoir pendant cinq ans, jusqu'à la victoire du Parti libéral (en) aux élections de 1899 (en).